# Sumbersari (Lowokwaru)
Sumbersari is een bestuurslaag in het regentschap Malang van de provincie Oost-Java, Indonesië. Sumbersari telt 17.659 inwoners (volkstelling 2010).